# Pleidelsheim
Pleidelsheim är en kommun och ort i Landkreis Ludwigsburg i regionen Stuttgart i Regierungsbezirk Stuttgart i förbundslandet Baden-Württemberg i Tyskland.
Kommunen ingår i kommunalförbundet Freiberg am Neckar tillsammans med staden Freiberg am Neckar.